# Lyonel Trouillot
Lyonel Trouillot (Port-au-Prince, 31 dicembre 1956) è uno scrittore, poeta, paroliere e insegnante haitiano.
Docente di letteratura, romanziere, poeta e intellettuale impegnato.

## Opere
- Bicentenario (Bicentenaire), traduzione di Maurizio Ferrara, Edizioni Lavoro, 2005
- Teresa in mille pezzi (Thérèse en mille morceaux) (Epoché 2008)
- I figli degli eroi (anno?+editore)